# MTV Europe Music Award al miglior artista adriatico
L'MTV Europe Music Award al miglior artista adriatico (MTV Europe Music Award for Best Adria Act) è uno dei premi dell'MTV Europe Music Award, che viene assegnato dal 2005.

## Albo d'oro

### Anni 2000
| Anno | Vincitore          | Nominati                                                      |
| ---- | ------------------ | ------------------------------------------------------------- |
| 2005 | Siddharta          | - Leeloojamais - Leut Magnetik - Massimo - Urban&4            |
| 2006 | Aleksandra Kovač   | - Let 3 - Edo Maajka - Neisha - Siddharta                     |
| 2007 | Van Gogh           | - Dubioza kolektiv - Hladno pivo - Jinx - Siddharta           |
| 2008 | Elvir Laković Laka | - The Beat Fleet - Jinx - Leeloojamais - Marčelo              |
| 2009 | Lollobrigida Girls | - Darkwood Dub - Dubioza kolektiv - Elvis Jackson - Superhiks |

### Anni 2010
| Anno | Vincitore         | Nominati                                             |
| ---- | ----------------- | ---------------------------------------------------- |
| 2010 | Gramophonedzie    | - Gibonni - Leeloojamais - Edo Maajka - Negative     |
| 2011 | Dubioza kolektiv  | - SevdahBABY - Hladno pivo - Magnifico - S.A.R.S.    |
| 2012 | Who See           | - Elemental - MVP - TBF - Trash Candy                |
| 2013 | Frenkie           | - Filip Dizdar - Katja Šulc - S.A.R.S. - Svi na pod! |
| 2014 | Van Gogh          | - Gramatik - Punčke - Vatra - Who See                |
| 2015 | Daniel Kajmakoski | - / 2Cellos - Hladno pivo - Marčelo - Sassja         |